# Lin-Manuel Miranda
Lin-Manuel Miranda (Nova Iorque, 16 de janeiro de 1980) é um ator, compositor, dramaturgo, cantor, produtor e letrista norte-americano conhecido por escrever e estrelar os musicais Hamilton e In The Heights.  Por seus trabalhos ele já ganhou um Prémio Pulitzer, cinco  Grammys, um Emmy, três Tonys e outros prêmios.
Lin-Manuel escreveu a letra e a música do musical In The Heights, que abriu na Broadway no teatro Richard Rogers em março de 2008. O trabalho escrito de Miranda fez com que ele ganhasse inúmeras honras, incluindo o Tony de Melhor Trilha Sonora Original, em 2008 e o Grammy de Melhor Álbum de Teatro Musical, em 2009. A atuação de Miranda no papel principal do show, como Usnavi, também fez com que ele ganhasse a nomeação para o Tony de Melhor Ator em um Musical e o show ganhou como Melhor Musical.
Miranda também escreveu o libreto, música e letra para Hamilton, seu segundo grande musical da Broadway, inspirado pela biografia de 2004 de Alexander Hamilton, do historiador Ron Chernow. O show ganhou em 2016 o Prêmio Pulitzer de Drama, o Grammy de Melhor Álbum de Teatro Musical e foi nomeado para um número recorde de prêmios Tony - 16, dos quais ganhou 11 - incluindo Melhor Musical. Por sua atuação no papel principal de Alexander Hamilton no show, Miranda ganhou em 2016 o Drama League por Atuação Notável e também sua segunda nomeação ao Tony por atuação. Miranda também ganhou o Tony de Melhor Trilha Sonora Original e Melhor Libreto de Musical por Hamilton.

## Infância e Juventude
De família de origem porto-riquenha, Lin-Manuel Miranda nasceu no norte de Manhattan, em Nova Iorque, no bairro de Washington Heights e cresceu no bairro latino adjacente de Inwood, mas passava um mês todo ano na casa dos avós em Vega Alta, em Porto Rico. Os pais de Lin-Manuel são porto-riquenhos. Seu pai é um ex conselheiro político que aconselhou o prefeito de Nova Iorque Ed Koch e sua mãe é uma psicóloga. Crescendo, Lin ajudou a criar jingles, incluindo um que foi usado na campanha de Eliot Spitzer. O nome "Lin-Manuel" foi inspirado por um poema sobre a Guerra do Vietnã, Nana Roja Para Mi Bebe Lin Manuel (Canção de Ninar Vermelha para Meu Filho Lin Manuel, em tradução livre), pelo escritor porto-riquenho José Manuel Torres Santiago.
Depois de se formar no Hunter College Elementary School e Hunter College High School, Lin-Manuel Miranda foi para a Wesleyan University, onde se formou em 2002. Em seu tempo na Universidade, ele co-fundou uma trope de comédia hip-hop chamada Freestyle Love Supreme. Ele escreveu o primeiro rascunho de In The Heights em 1999, seu segundo ano na faculdade. Depois que o show foi aceito por Second Stage, a companhia estudantil de teatro de Wesleyan, Miranda trabalhou para adicionar "freestyles de rap e números de salsa." A peça foi exibida de 20 a 22 de abril em 1999. Ele também escreveu e dirigiu vários outros musicais em Wesleyan e atuou em muitas outras produções, de musicais a Shakespeare.

## Carreira

### 2002–2010:In the Heights
Em 2002, Lin-Manuel Miranda e John Buffalo Mailer trabalharam com o diretor Thomas Kail e escreveram cinco rascunhos de In The Heights, que ele tinha começado a escrever durante seu tempo em Wesleyan. Depois do sucesso off-Broaway, o musical foi para a Broadway em 2008. Ganhou o Tony Awards de Melhor Musical e de Melhor Trilha Sonora Original em 2008 e o Grammy de Melhor Álbum de Teatro Musical, em 2009. A atuação de Miranda rendeu uma nomeação para o Tony de Melhor Ator em um Musical. Sua última performance no show foi em 15 de fevereiro de 2009.
Miranda reprisou o papel de Usnavi quando a turnê nacional de In The Heights se apresentou em Los Angeles, Califórnia de 23 de junho até 25 de julho de 2010. A turnê continuou sem ele até San Juan, Porto Rico, onde ele interpretou Usanvi novamente. A produção na Broadway teve sua última performance em 9 de janeiro de 2011, depois de 29 prévias e 1.185 performances regulares. Miranda reprisou o papel de Usnavi de 25 de dezembro de 2010 até o dia que a produção se encerrou.
Miranda criou outros trabalhos para o palco durante esse período. Ele escreveu diálogos em espanhol e trabalhou com Stephen Sondheim para traduzir letras de música de West Side Story para o espanhol, que abriu na Broadway em março de 2009. Em 2008, ele foi convidado pelo compositor-letrista  Stephen Schwartz para contribuir com duas novas músicas para uma versão revisada do musical de 1978, Working, de Schwartz e Nina Faso, que abriu em maio de 2008 no Asolo Repertory Theatre em Sarasota, Flórida.
Durante este período, Miranda também trabalhou como professor de inglês na sua antiga escola do ensino médio, escreveu para o Manhattan Times como um colunista e crítico de restaurantes e compôs músicas para comerciais.

### 2011–2014:Bring it One televisão
Miranda participou da composição para o musical Bring it On: The Musical, com Tom Kitt e Amanda Green. O musical estreou no Alliance Theatre, em Atlanta, Georgia, em janeiro de 2011, e iniciou uma turnê nacional nos Estados Unidos em outubro do mesmo ano, em Los Angeles. Durante o ano de 2012, o musical teve uma temporada curta na Broadway, entre julho e dezembro. Bring it On foi nomeado para dois prêmios Tony, nas categorias "Melhor Musical" e "Melhor Coreografia".
Em 2014, Miranda recebeu um prêmio Emmy pela co-composição com Tom Kitt da canção "Bigger!", número de abertura da cerimônia de entrega dos prêmios Tony em 2013. A performance contou com o ator Neil Patrick Harris, apresentador do prêmio, e performances de mais de 100 artistas de elencos de musicais da Broadway como Kinky Boots, Matilda, Newsies, Chicago, entre outros.
Ainda em 2014, ele performou com The Skivvies, uma dupla de comédia indie-rock que conta com Nick Cearley e Lauren Molina. Lin- Manuel também participou, em 7 de junho de 2014, do evento ao vivo de This American Life, na Brooklyn Academy of Music. Para esse show, Miranda escreveu a música e a letra para 21 Chump Street: The Musical, uma produção baseada em uma reportagem anterior de jornalismo de TAL, pelo repórter Robbie Brown. Ainda em 2014, Miranda apareceu no revival de Tick, Tick...Boom!, como parte de uma série sob a direção artística de Jeanine Tesori. O show foi dirigido por Oliver Butler.
Além de trabalhar nos palcos, Miranda também fez trabalhos para cinema e televisão; em 2007 ele fez uma participação especial na série Os Sopranos, no episódio "Remember When" e em setembro de 2009 ele interpretou Alvie, colega de quarto de Gregory House num hospital psiquiátrico, na premiere de duas horas da sexta temporada de House; ele voltou para o papel em maio de 2010. Ele também fez trabalhos para Sesame Street, onde ele interpretou alguns papéis e também cantou a música Murray Has a Little Lamb (Murray tem uma Ovelhinha).
Em 2011, Miranda apareceu como convidado na série Modern Family, no episódio "Good Cop Bad Dog".  Ele apareceu como Charley em um show de Merrily We Roll Along no New York City Center em fevereiro de 2012. Mais tarde nesse ano, ele fez uma pequena aparição no filme A Estranha Vida de Timothy Green como Reggie e interpretou um papel regular no drama Do No Harm, da NBC, em 2013. Ele também foi compositor e ator do revival de The Electric Company. Miranda também apareceu no site CollegeHumor, no vídeo "Hardly Working: Rap Battle", interpretando ele mesmo trabalhando como um estagiário e rapper.
Em 2013, Miranda apareceu no episódio "Bedtime Stories" (Temporada 9, Episódio 11), da série How I Met Your Mother.

### 2015–2016:Hamilton

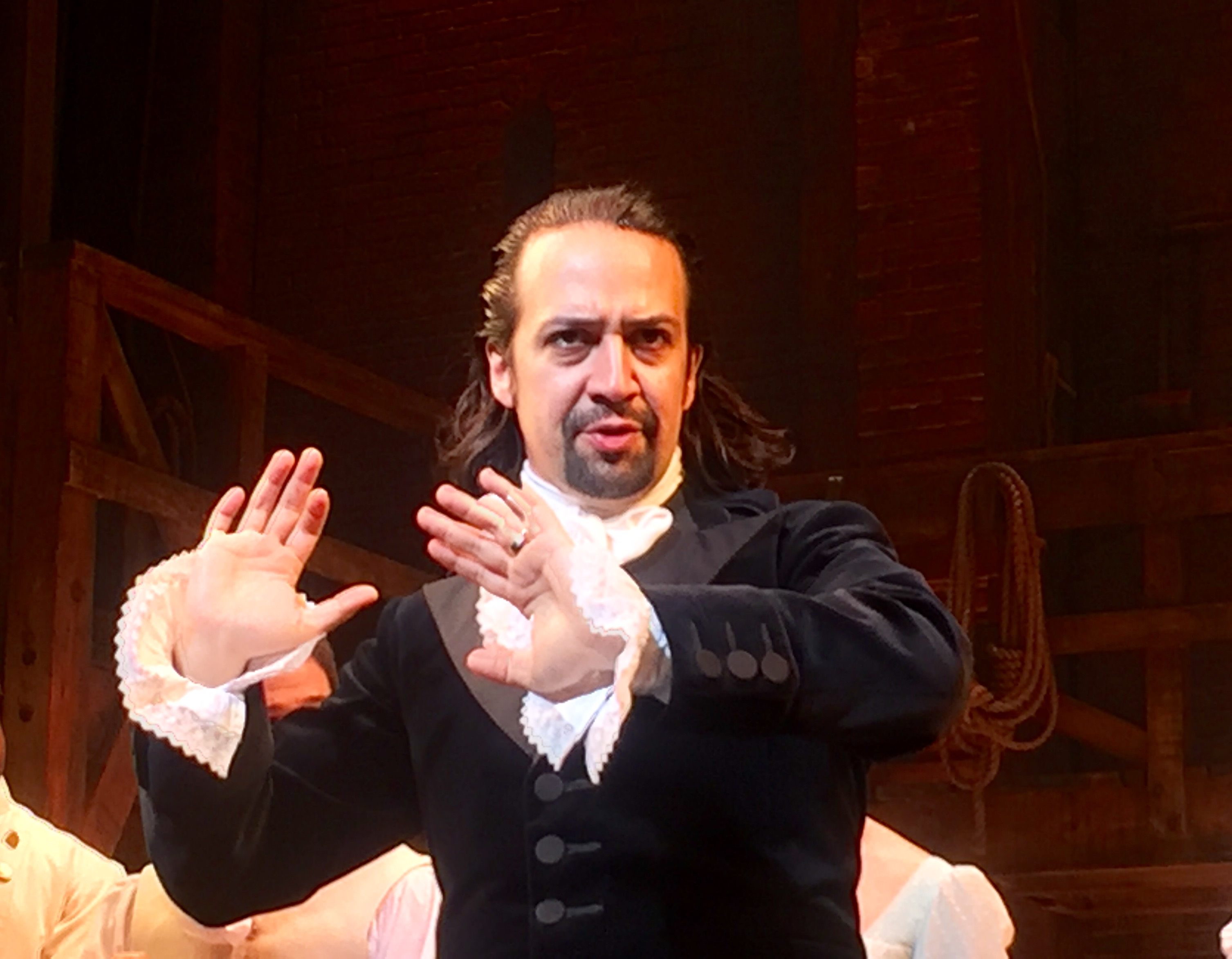
Manuel Miranda na peça Hamilton.

Em julho de 2008, Miranda leu a biografia de Alexander Hamilton, escrita por Ron Chernow, enquanto estava de férias e, inspirado pelo livro, começou a trabalhar em seu novo musical. Em 12 de maio de 2009 ele apresentou o número de abertura de Hamilton, ainda não finalizado, em uma apresentação para a White House Evening of Poetry, Music and the Spoken Word, acompanhado por Alex Lacamoire.
Já em 2012, Miranda apresentou uma versão estendida de músicas baseadas na vida de Hamilton, chamada Hamilton Mixtape. O The New York Times chamou-o de "um inovador óbvio." Em 2015, Chernow e Miranda receberam o History Makers Award pela New York Historical Society, pelo seu trabalho criando Hamilton.
Hamilton, um musical baseado na Hamilton Mixtape, estreou na Off- Broadway, no Public Theater em janeiro de 2015, dirigido por Thomas Kail. Miranda escreveu o livro, a música e atuava como o personagem principal, Alexander Hamilton. O show recebeu críticas altamente positivas e os ingressos esgotaram. As prévias da Broadway tiveram início em julho de 2015, no Teatro Richard Rodges e o musical abriu oficialmente em agosto de 2015, com ótimas críticas. Na primeira noite das prévias de Hamilton, mais de 700 pessoas estavam na fila para os ingressos da loteria.
Em 15 de março de 2016, uma parte do elenco de Hamilton se apresentou na Casa Branca. Nos jardins, depois da atuação, Miranda executou rap freestyle para o Presidente Obama. Em abril de 2016, Hamilton: The Revolution, o livro escrito por Lin-Manuel e Jeremy McCarter foi lançado. Ele tem 285 páginas e detalha a experiência da criação de Hamilton desde sua concepção até estabelecimento como show bem sucedido na Broadway. A obra inclui um olhar não só por dentro do show, mas na revolução cultural ao redor do mesmo. Também contém notas de rodapé de Miranda e imagens e informações de bastidores.
Em 16 de maio de 2016, ele recebeu um Doutorado Honorário de Artes da Universidade da Pensilvânia e também foi o responsável pelo discurso de formatura para os formandos. Em 20 de maio de 2016, por seu trabalho no papel de Alexander Hamilton, em Hamilton, Miranda recebeu o Drama League Distinguished Performance Award - uma honra que só pode ser recebida uma vez durante a carreira.
Sua última performance em Hamilton foi no dia 9 de julho de 2016, mas Miranda afirmou à revista People que o papel de Alexander Hamilton "não envelhece" e que gostaria retomá-lo ocasionalmente no futuro.

### 2016–presente: Disney, cinema e TV.
De 2014 a 2016, Miranda colaborou com Opetaia Foa'i e Mark Mancina para criar a trilha sonora do filme Moana, a 56ª animação dos Estúdios Disney. Por sua canção "How Far I'll Go", Miranda recebeu indicações ao Globo de Ouro, Critics Choice Awards e Oscar.
Ele contribuiu com a música para Star Wars: O despertar da Força, depois do convite do diretor J.J. Abrams, escrevendo especificamente uma música para a cena da Cantina de Maz Kanata, uma homenagem para a cena clássica da Cantina de Mos Eisley.
No dia 24 de janeiro de 2016, Miranda participou da produção da Broadway de Os Miseráveis, no papel de Loud Hailer, realizando um dos seus sonhos de criança de estar na peça, já que foi a primeira produção que ele viu na Broadway.
Em maio de 2016 foi confirmado que Miranda ia estrelar a sequência de Mary Poppins junto com Emily Blunt, em longa dirigido por Rob Marshall. Em agosto de 2016, foi anunciado que Miranda vai servir como produtor e também se juntar ao compositor Alan Menken para as músicas da futura adaptação em live action de A Pequena Sereia. O filme vai contar com canções da versão animada original e novas músicas também.
Ainda em 2016, Miranda anunciou que fará parte da equipe de adaptação do romance O Nome do Vento, de Patrick Rothfuss, para televisão e cinema pela Lionsgate.
Em janeiro de 2019, Miranda retomou o papel de Alexander Hamilton na produção da peça em Porto Rico. 
Em 2019 fez uma participação especial na série de comédia Brooklyn Nine-Nine, interpretou David Santiago, irmão de Amy Santiago (Melissa Fumero) no episódio "The Golden Childen" da 6ª temporada. Também em 2019, participou da série "His Dark Materials", da HBO, como Lee Scoresby.
Miranda foi o responsável pela trilha sonora do filme Encanto, da Walt Disney Pictures, lançado em 2021 e com sua história passada na Colômbia. Pelo seu trabalho, venceu dois Grammys, como Melhor Canção em Visual Mídia, com We Don’t Talk About Bruno e Melhor Álbum de Trilha Sonora para Visual Mídia. Com a faixa  Dos Oruguitas, recebeu uma indicação ao Oscar de Melhor Canção Original. O álbum de Encanto também um foi um grande sucesso comercial, com a canção We Don’t Talk About Bruno permanecendo cinco semanas em primeiro lugar no ranking da Billboard.
Ainda em 2021, outras produções cinematográficas contaram com a participação de Miranda, como In the Heights (baseado em sua peça homônima), Vivo (voz e trilha sonora), e Tick, Tick... Boom! (como diretor).